# Green Line A
| Ein Fahrplan (1967 bis 1969) der Green Line A. |                                |                                                                            |                                                                            |
| Spurweite: | 1435 mm (Normalspur)           |                                                                            |                                                                            |
| |                                |                                                                            |                                                                            |
| Typ | Light rail                     |                                                                            |                                                                            |
| Ort | Boston und Watertown           |                                                                            |                                                                            |
| Endstationen | Park Street Depot in Watertown |                                                                            |                                                                            |
| Eröffnung | 1856                           |                                                                            |                                                                            |
| Schließung | 20. Juni 1969                  |                                                                            |                                                                            |
| Betreiber | MBTA                           |                                                                            |                                                                            |
| Streckensystem | Green Line                     |                                                                            |                                                                            |
| \| \| \| \| \| \| \| \| Green Line B, C, D und E von Government Center, North Station und Lechmere \| \| \| \| \| \| \| \| \| \| \| \| \| \| \| Park Street Loop \| \| \| \| \| \| \| \| \| \| A Park Street Red Line \| \| \| \| \| Boylston \| \| \| \| \| ehem. Pleasant Street Portal \| \| \| \| \| Arlington \| \| \| \| \| Copley \| \| \| \| \| Green Line E nach Heath Street \| \| \| \| \| Hynes Convention Center \| \| \| \| \| Kenmore \| \| \| \| \| \| \| \| \| \| Green Line D nach Riverside \| \| \| \| \| Green Line C nach Cleveland Circle \| \| \| \| \| \| \| \| \| \| \| \| \| \| \| Blandford Street \| \| \| \| \| Boston University East \| \| \| \| \| Boston University Central \| \| \| \| \| Boston University West \| \| \| \| \| Saint Paul Street \| \| \| \| \| Pleasant Street \| \| \| \| \| Babcock Street \| \| \| \| \| Green Line B nach Boston College \| \| \| \| \| Packards Corner \| \| \| \| \| weitere Haltestellen \| \| \| \| \| Union Square \| \| \| \| \| weitere Haltestellen \| \| \| \| \| Oak Square \| \| \| \| \| \| \| \| \| \| Oak Square Loop \| \| \| \| \| weitere Haltestellen \| \| \| \| \| Newton Corner \| \| \| \| \| weitere Haltestellen \| \| \| \| \| A Watertown Yard \| \| \| \| \| Watertown Yard \| \| |                                |                                                                            |                                                                            |
| |                                |                                                                            |                                                                            |
| U-Bahn-Strecke (im Tunnel) |                                | Green Line B, C, D und E von Government Center, North Station und Lechmere | Green Line B, C, D und E von Government Center, North Station und Lechmere |
| |                                |                                                                            |                                                                            |
| U-Bahn-Verschwenkung nach links und nach rechts (im Tunnel) |                                |                                                                            |                                                                            |
| U-Bahn-Abzweig geradeaus und von links (im Tunnel) · U-Bahn-Abzweig geradeaus und von rechts (im Tunnel) |                                | Park Street Loop                                                           | Park Street Loop                                                           |
| U-Bahn-Verschwenkung von links und von rechts (im Tunnel) |                                |                                                                            |                                                                            |
| U-Bahn-Strecke quer (im Tunnel) · U-Bahn-Turmbahnhof mit Tunnelstrecke (im Tunnel) · U-Bahn-Strecke quer (im Tunnel) |                                | A Park Street Red Line                                                     | A Park Street Red Line                                                     |
| U-Bahn-Haltepunkt / Haltestelle (im Tunnel) |                                | Boylston                                                                   | Boylston                                                                   |
| U-Bahn-Abzweig geradeaus und ehemals nach links (im Tunnel) · U-Bahn-Strecke quer (außer Betrieb) (im Tunnel) |                                | ehem. Pleasant Street Portal                                               | ehem. Pleasant Street Portal                                               |
| U-Bahn-Haltepunkt / Haltestelle (im Tunnel) |                                | Arlington                                                                  | Arlington                                                                  |
| U-Bahn-Haltepunkt / Haltestelle (im Tunnel) |                                | Copley                                                                     | Copley                                                                     |
| U-Bahn-Abzweig geradeaus und nach links (im Tunnel) · U-Bahn-Strecke quer (im Tunnel) |                                | Green Line E nach Heath Street                                             | Green Line E nach Heath Street                                             |
| U-Bahn-Haltepunkt / Haltestelle (im Tunnel) |                                | Hynes Convention Center                                                    | Hynes Convention Center                                                    |
| U-Bahn-Haltepunkt / Haltestelle (im Tunnel) |                                | Kenmore                                                                    | Kenmore                                                                    |
| |                                |                                                                            |                                                                            |
| U-Bahn-Strecke (im Tunnel) · U-Bahn-Abzweig geradeaus und nach links (im Tunnel) · U-Bahn-Strecke quer (im Tunnel) |                                | Green Line D nach Riverside                                                | Green Line D nach Riverside                                                |
| U-Bahn-Strecke (im Tunnel) · U-Bahn-Tunnelende |                                | Green Line C nach Cleveland Circle                                         | Green Line C nach Cleveland Circle                                         |
| |                                |                                                                            |                                                                            |
| U-Bahn-Tunnelende |                                |                                                                            |                                                                            |
| U-Bahn-Haltepunkt / Haltestelle |                                | Blandford Street                                                           | Blandford Street                                                           |
| U-Bahn-Haltepunkt / Haltestelle |                                | Boston University East                                                     | Boston University East                                                     |
| U-Bahn-Haltepunkt / Haltestelle |                                | Boston University Central                                                  | Boston University Central                                                  |
| U-Bahn-Haltepunkt / Haltestelle |                                | Boston University West                                                     | Boston University West                                                     |
| U-Bahn-Haltepunkt / Haltestelle |                                | Saint Paul Street                                                          | Saint Paul Street                                                          |
| U-Bahn-Haltepunkt / Haltestelle |                                | Pleasant Street                                                            | Pleasant Street                                                            |
| U-Bahn-Haltepunkt / Haltestelle |                                | Babcock Street                                                             | Babcock Street                                                             |
| U-Bahn-Abzweig ehemals geradeaus und nach links · U-Bahn-Strecke quer |                                | Green Line B nach Boston College                                           | Green Line B nach Boston College                                           |
| U-Bahn-Haltepunkt / Haltestelle (Strecke außer Betrieb) |                                | Packards Corner                                                            | Packards Corner                                                            |
| |                                | weitere Haltestellen                                                       |                                                                            |
| U-Bahn-Haltepunkt / Haltestelle (Strecke außer Betrieb) |                                | Union Square                                                               | Union Square                                                               |
| |                                | weitere Haltestellen                                                       |                                                                            |
| U-Bahn-Bahnhof (Strecke außer Betrieb) |                                | Oak Square                                                                 | Oak Square                                                                 |
| |                                |                                                                            |                                                                            |
| U-Bahn-Strecke nach links (außer Betrieb) · U-Bahn-Abzweig geradeaus und nach rechts (Strecke außer Betrieb) |                                | Oak Square Loop                                                            | Oak Square Loop                                                            |
| |                                | weitere Haltestellen                                                       |                                                                            |
| U-Bahn-Haltepunkt / Haltestelle (Strecke außer Betrieb) |                                | Newton Corner                                                              | Newton Corner                                                              |
| |                                | weitere Haltestellen                                                       |                                                                            |
| U-Bahn-Bahnhof (Strecke außer Betrieb) |                                | A Watertown Yard                                                           | A Watertown Yard                                                           |
| U-Bahn-Betriebs-/Güterbahnhof Streckenende (Strecke außer Betrieb) |                                | Watertown Yard                                                             | Watertown Yard                                                             |

Die Green Line "A" oder auch Watertown Branch war eine U-Straßenbahn und ein Zweig der MBTA-Green Line in der Gegend um Boston im Bundesstaat Massachusetts der Vereinigten Staaten. Im Jahr 1969 wurde sie durch die Buslinie Nr. 57 ersetzt. Die Gleisstrecke blieb jedoch bis März 1994 intakt.

## Geschichte

### Entstehung

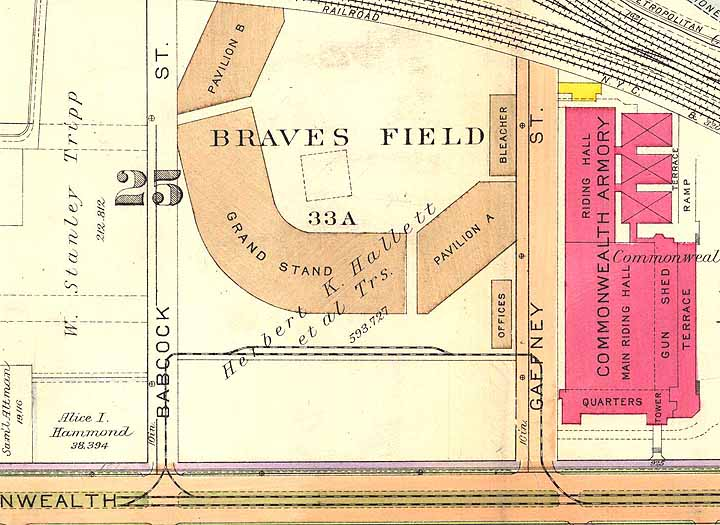
Diese Karte aus dem Jahr 1916 zeigt die Wendeschleife am Braves Field

Die Green Line A begann als Pferdebahn als Zweig der Cambridge Horse Railroad. Dieser spaltete sich am Central Square in Cambridge ab und überquerte den Charles River auf der River Street Bridge in Richtung Allston. Von dort führte die Strecke weiter über den Union Square und wurde 1858 bis zum Oak Square im Zentrum von Brighton ausgedehnt. Der Streckenabschnitt östlich des Union Square wurde später Teil der Route der Buslinie 64.
Die ersten elektrisch betriebenen Straßenbahnwagen verkehrten zwischen dem Depot in Allston nordöstlich des Union Square und der Station Park Street im Stadtzentrum. Die Schienen verliefen südlich auf der Harvard Street, Beacon Street, Massachusetts Avenue und Boylston Street. In Betrieb genommen wurden die neuen Wagen am 1. Januar 1889.
Am 13. Juni 1896 wurden die Gleise vom Union Square entlang der North Beacon Street und Commonwealth Avenue bis zum Kenmore Square erweitert, wo sie sich mit den bestehenden Gleisen auf der Beacon Street vereinigten. Im gleichen Jahr wurde die westliche Endstation bis nach Newton Corner ausgedehnt und ab dem 21. Mai 1898 in Betrieb genommen. Am 9. Dezember 1912 wurde die Strecke in Richtung Norden bis Watertown erweitert, wobei die dazu notwendigen Gleise bereits seit 1900 vorhanden waren und von Liniendiensten von Cambridge bis nach Newton Corner genutzt worden waren. Im frühen 20. Jahrhundert wurde die Strecke auch zur Beförderung von Gütern genutzt.
Seit dem 8. November 1897 nutzten die Fahrzeuge den Tremont Street Subway, um an der Station Park Street über den Anstieg Boylston Street Incline am Boston Public Garden zu wenden. Am 3. Oktober 1914 wurde der Zugang am Kenmore Square zum Boylston Street Subway eröffnet und der Abstieg auf der Massachusetts Avenue geschlossen. Das Blandford Street Portal auf der Commonwealth Avenue eröffnete am 23. Oktober 1932 und markiert damit die letzte Änderung der Streckenführung der Green Line A. Im Jahr 1941 wurden auf dieser Linie zuerst die neuen PCC-Wagen eingesetzt, die das alte Material ersetzten.
Bevor im Jahr 1967 der Green Line ihre heutigen Buchstaben zugewiesen wurden, lief die Green Line A als 69 Watertown-Park Street. Der Buchstabe "A" wurde der Linie zugewiesen, weil sie den nördlichsten Streckenverlauf aufweist.

### Schließung der Strecke

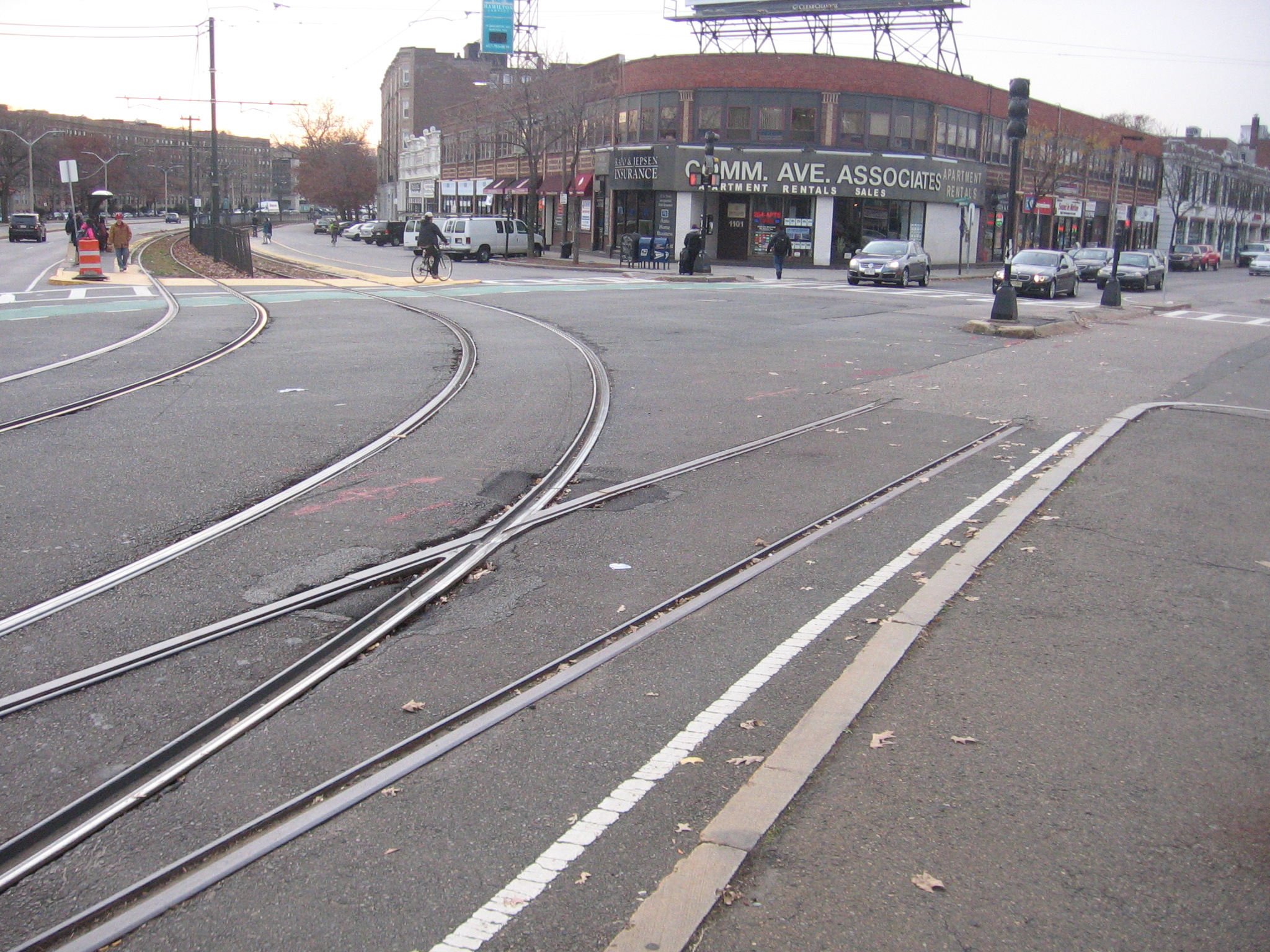
Reste der Gleise der Green Line A bei Packard's Corner

Die Eröffnung der Green Line D im Jahr 1959 hatte zur Folge, dass die Straßenbahnen in Cambridge ab Harvard Square durch Oberleitungsbusse ersetzt wurden. Die vorhandenen PCC-Wagen wurden der Green Line D zugewiesen. Jedoch waren diese aus den 1940er Jahren und die Flotte bestand aus fünf verschiedenen PCC-Typen, so dass die Wartungs- und Instandhaltungsarbeiten sehr aufwendig waren. In den späten 1960er Jahren verursachten altersbedingte Ausfälle und ein Mangel an Ersatzteilen eine Verknappung von Fahrzeugen für die Green Line, so dass die MBTA die Strecke der Green Line A "versuchsweise" stilllegte. Die Schließung betraf die Green Line A vor allem deshalb, weil sie die meiste Zeit zwischen Watertown und Packard's Corner unterwegs war und es damals ohnehin Überlegungen gab, den Liniendienst bei Packard's Corner enden zu lassen. Die letzten Straßenbahnen verkehrten auf der Strecke am 20. Juni 1969 und wurden am folgenden Tag durch die Omnibuslinie 57 Watertown-Kenmore via Newton and Brighton ersetzt. 
Die Schienen selbst blieben jedoch auch nach 1969 noch für einige Jahrzehnte im Einsatz, um das Depot in Watertown auch weiterhin erreichen zu können. Erst im März 1994 wurde die Oberleitung demontiert. Zuletzt wurden die Gleise im Jahr 1993 benutzt, um die PCC-Wagen der Ashmont–Mattapan High Speed Line im Depot in Watertown zu überholen. Der Rest der Anlagen wurde 1996 als Teil einer Oberflächenerneuerung auf der North Beacon Street entfernt. Reste der Gleise sind noch am Watertown Yard bus terminal sowie an der Haltestelle Packard's Corner vorhanden, wo die Green Line A von der Green Line B abzweigte. Der dort vorhandene Stumpf war früher deutlich länger und wurde als Abstellgleis für nicht mehr fahrtaugliche Wagen genutzt.
Es gab auch Bemühungen, die Green Line A zu reaktivieren, um eine durchgängige Verbindung von Norden bis in das Stadtzentrum zu schaffen – bislang ist ein Umsteigen in der Station Kenmore erforderlich. Doch diese Lösung wurde als zu kostenintensiv und weniger sicher im Vergleich zur Buslinie beurteilt.

## Karte des Streckenverlaufs
